# Мірамар (Валенсія)
Мірамар (валенс. Miramar, ісп. Miramar) — муніципалітет в Іспанії, у складі автономної спільноти Валенсія, у провінції Валенсія. Населення — 2431 особа (2010).

## Географія
Муніципалітет розташований на відстані близько 350 км на південний схід від Мадрида, 60 км на південь від Валенсії.
На території муніципалітету розташовані такі населені пункти: (дані про населення за 2010 рік)
- Мірамар: 1642 особи
- Пладжа: 789 осіб

## Демографія
Динаміка населення (INE ):

## Галерея зображень

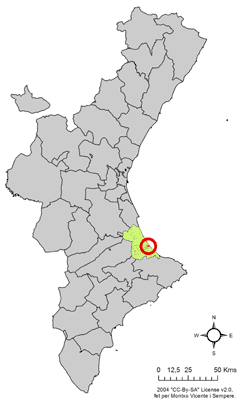
Розташування муніципалітету Мірамар у автономній спільноті Валенсія
Розташування муніципалітету Мірамар у комарці Сафор